# Anders Nielsen (politiker, 1862-1914)
 Der er flere personer med dette navn, se Anders Nielsen.
Anders Nielsen (30. maj 1862 i Tapdrup Hede – 13. juni 1914 i København) var en dansk politiker, minister, husmand og redaktør.
Anders Nielsen var fra Tapdrup Hede (tidligere Taphede) ved Viborg og søn af en husmand. Han overtog faderens brug i 1888.
Han fik aldrig nogen uddannelse ud over den basale skolegang på landet. Han blev imidlertid taget til garder. I København traf han i Københavns Højskoleforening flere Venstre-politikere, særligt Svend Høgsbro.
Hans politiske karriere begyndte med læserbreve i Venstres dagblade, og her fik Christen Berg øje på ham. I en periode var han redaktør af Randers Dagblad.
I 1890 blev han medlem af Folketinget for Løvelkredsen. Da Venstre-reformpartiets øvrige ledere blev ministre i 1901, blev Anders Nielsen i 1902 partiets formand. Han måtte senere give formandsposten tilbage til J.C. Christensen. 1901 blev han statsrevisor og 1905-08 1. viceformand for Folketinget. Han blev 1892 medlem af, 1895 sekretær og 1901-08, samt 1909-10 formand for Finansudvalget.
Som den første husmand i Danmark blev Anders Nielsen i 1908 minister, da han trådte ind som landbrugsminister i Regeringen Christensen ll. Han fortsatte på denne post i Regeringen Neergaard I, i Regeringen Holstein-Ledreborg og endelig i Regeringen Klaus Berntsen. I 1909 var han den eneste minister, der protesterede mod konseilspræsident Neergaards planer om en styrkelse af forsvaret.
I 1911 nedsatte han Landbokommissionen af 1911, som fik professor V.A. Falbe-Hansen som formand. Denne kommissions arbejde dannede baggrund for jordlovene af 1919, der bl.a. gav mulighed for at få et husmandsbrug som statsfæste, dvs. uden ejerskab, men ved betaling af leje.
Han var desuden medlem af Forsvarskommissionen af 1902, af Kommissionen af 1898 angående de københavnske banegårdsforhold, af Kommissionen af 1906 om en omordning af Udenrigsministeriet og Danmarks repræsentation i udlandet, af Den dansk-islandske Kommission, medlem af Christiansborg Slots byggeudvalg, medlem af Toldrådet 1910 og i bestyrelsen for Dansk Husflidsselskab. 1912 blev han Kommandør af 2. grad af Dannebrog.
Han ligger begravet på kirkegården ved Tapdrup Kirke.